# Lamprosema chagosalis
Lamprosema chagosalis là một loài bướm đêm trong họ Crambidae.